# Ropta State (Wijnaldum)

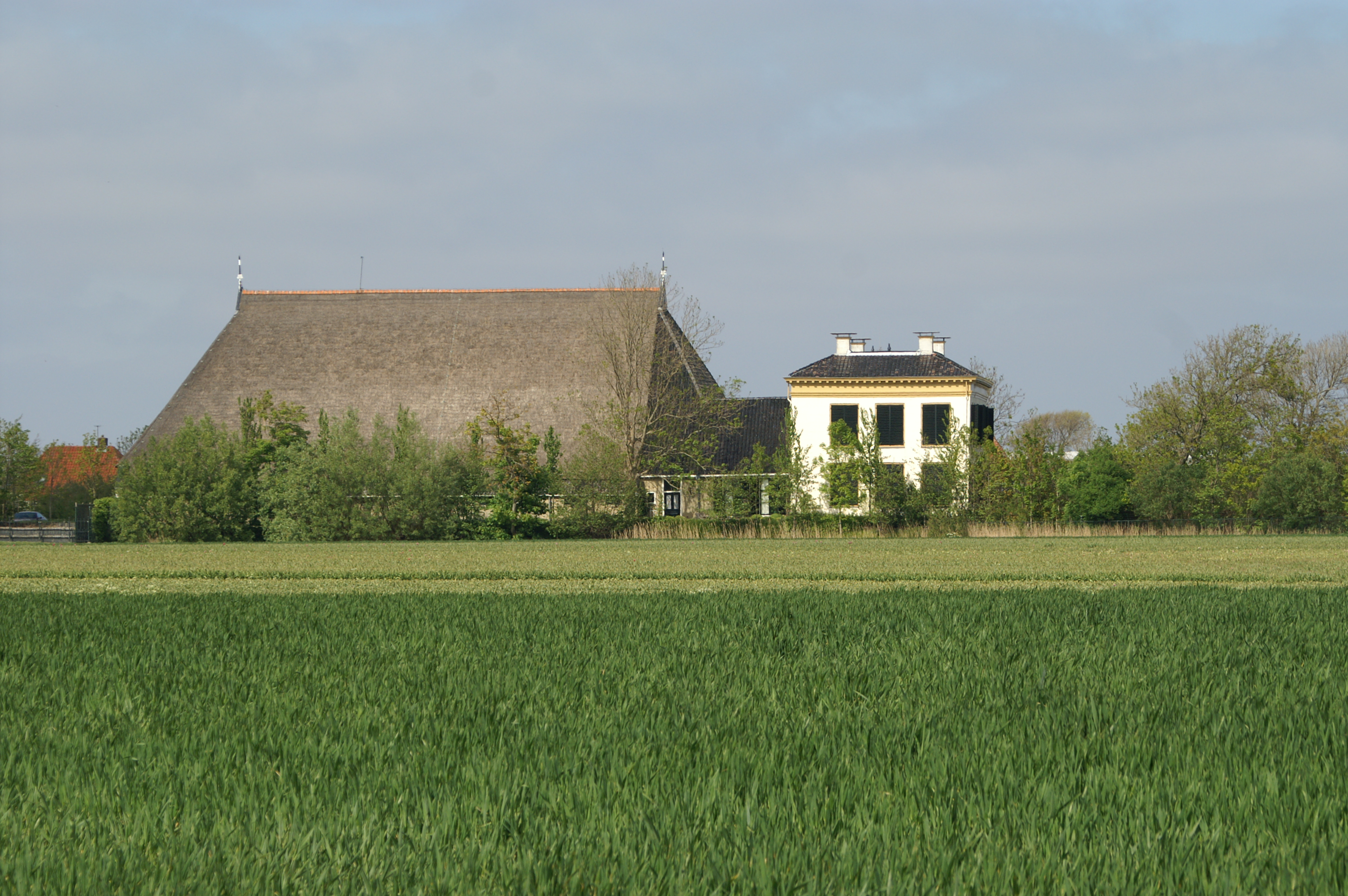
De Ropta State gezien vanuit het zuidwesten

De Ropta State is een monumentale boerderij met herenhuis tussen Wijnaldum en Roptazijl in de Friese gemeente Harlingen. Aan de noordzijde ligt de Roptavaart.

## Geschiedenis

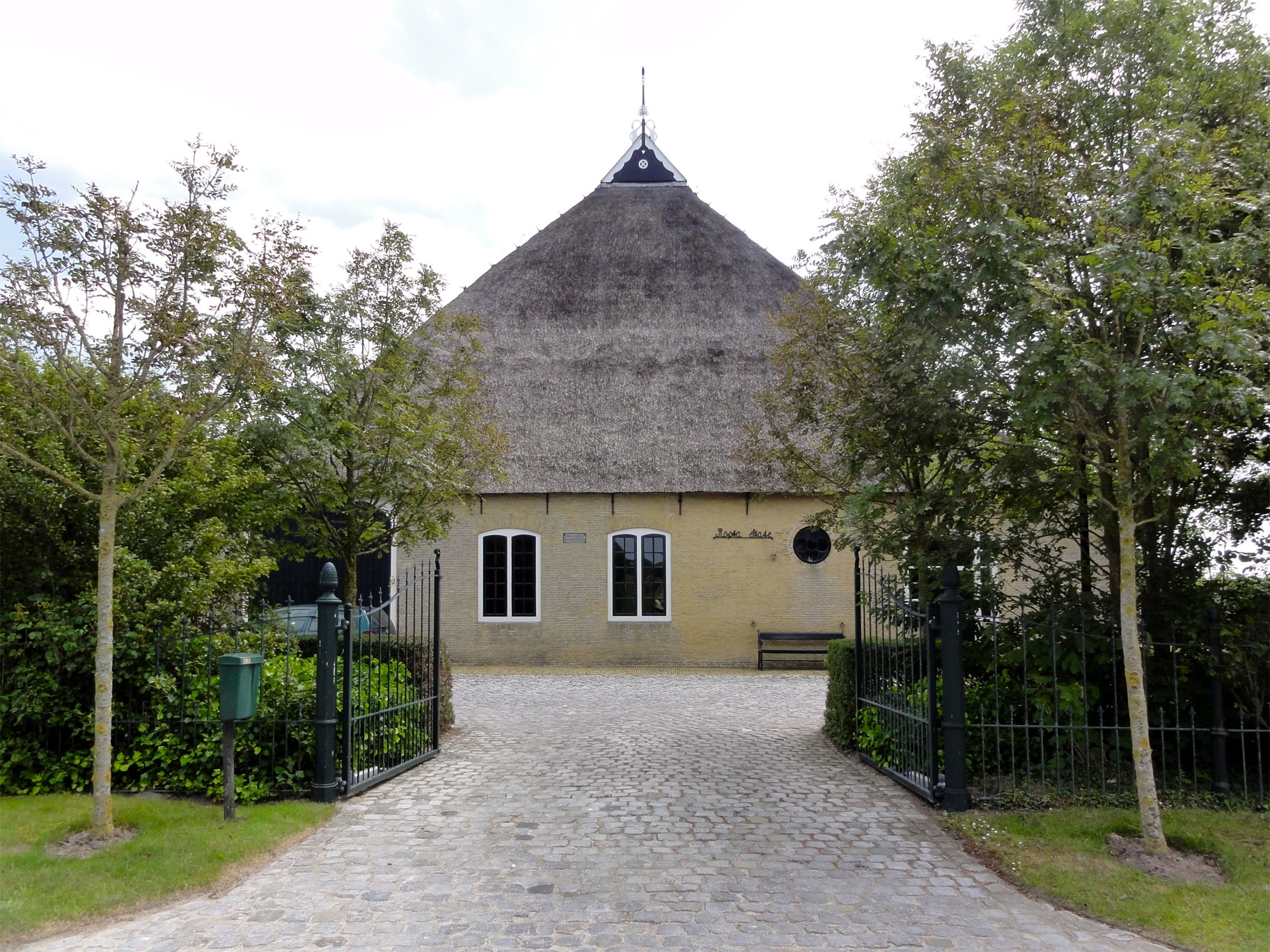
De aan de straatzijde (Hoarnestreek) gelegen achterzijde van de Ropta state

De Ropta State is geen stins, maar een boerderij met herenhuis. Er bestond wel een stins Ropta State, maar die lag bij Metslawier. De Ropta State nabij Wijnaldum werd rond 1831 gebouwd in opdracht van Jan Sikkes IJzenbeek en zijn echtgenote Geertje Oosterbaan. Achter het herenhuis, aan de zuidoostelijke zijde, lieten zij door de tuinarchitect Lucas Pieters Roodbaard een park in de zogenaamde landschapsstijl aanleggen met slingerpaden en vijverpartijen.
In 1890 werd het landgoed geveild. Er werd 67.736 voor geboden.
Het hoofdgebouw van de Ropta State, de tuin en het park, de stal, een tuinkoepel een dienstwoning en een smeedijzeren hangbrug zijn erkend als rijksmonumenten.